# John Lawrence LeConte
John Lawrence Leconte ou LeConte (Nova Iorque, 13 de maio de 1825 — Filadélfia, 15 de novembro de 1883) foi um entomologista norte-americano.
LeConte foi o mais importante entomologista dos Estados Unidos do século XIX, responsável por nomear e descrever metade dos insetos conhecidos nos Estados Unidos, incluindo 5 mil espécies de besouros. Foi reconhecido como a maior autoridade em besouros norte-americanos e descrito como o "pai do estudo americano do besouro".

## Biografia
Filho do naturalista John Eatton Le Conte (1784-1860) e de Mary Anne nascida Lawrence; sua família contava com várias gerações de cientistas.  Sua mãe morreu quando possuía apenas alguns meses de idade, sendo criado pelo seu pai. Baseado em amostras de sua assinatura, John Lawrence usou a variante LeConte sem espaço, diferentemente do seu pai que usava Le Conte.
Efetuou seus estudos no Mount Saint Mary College, graduando-se em 1842, e obtendo seu título de doutor em medicina em 1846 pela Columbia University College of Physicians and Surgeons de   New York. Em 1844, ainda na faculdade de medicina, viajou com seu primo  Joseph LeConte para os Grandes Lagos.  Iniciaram a viagem pelas  Cataratas do Niágara, visitaram  Detroit e Chicago, atravessaram  Michigan, Wisconsin, Iowa e Illinois antes de retornar do alto do  Rio Ohio  até Pittsburgh e  New York.  Neste ano, John Lawrence publicou seus três primeiros documentos sobre os besouros
De  1846 a 1861,  estudou zoogeografia e entomologia. Em 1848 acompanhou  Louis Agassiz (1807-1873) numa viagem ao Lago Superior.  Em 1849, viajou para o oeste americano até a  Califórnia , via Panamá, para explorar o Rio Colorado até 1851.  Em San Francisco enviou 10.000 espécimes de besouros conservados em álcool para seu pai. Outros 20.000 espécimes foram perdidos num incêndio em 1852.
Em 1852, instalou-se na Filadélfia onde residiu até a sua morte.  Em 10 de janeiro de  1861  casou-se com  Helen Grier.  Durante a Guerra Civil Americana  tornou-se médico-cirurgião  voluntário do exército americano, onde atingiu a patente de tenente-coronel.  Em 1865, assumiu o cargo de inspetor-médico dedicando-se a mineralogia, a geologia e a entomologia.  De 1878 até a sua morte, em  1883, assumiu o cargo de diretor-assistente da United States Mint na Filadélfia.
Durante sua vida realizou diversas viagens científicas, principalmente para Honduras, Panamá, Europa, Argélia,  Egito e grande parte do território norte-americano.
Presidiu a  Academia Americana de Ciências e Artes em 1874 e foi vice-presidente da Sociedade Filosófica Americana de 1880  a 1883. Além disso,  LeConte participou da fundação da  Sociedade Entomológica Americana e foi membro da  Academia Nacional de Ciências.

## Obras
- On the Classification of the Carabidae of the United States (1862-1873), com a participação de  George Henry Horn (1840-1897).
- New Species of North American Coleoptera (1866, 1873)
- The Rhynchophora of America North of Mexico (1876)
- Co-autor na obra  Classification of the Coleoptera of North American (1883).